# Hydrolase des amides d'acides gras
L'hydrolase des amides d'acides gras (FAAH, pour fatty acid amide hydrolase en anglais), ou amidohydrolase des acides gras, est une hydrolase à sérine qui catalyse les réactions :
1. anandamide + H2O  {\displaystyle \rightleftharpoons }  acide arachidonique + éthanolamine ;
2. oléamide + H2O  {\displaystyle \rightleftharpoons }  acide oléique + NH3.

Cette enzyme est une protéine membranaire intégrale avec un domaine transmembranaire N-terminal unique. In vitro, elle possède une activité amidase et une activité estérase.